# Funkcja o wahaniu ograniczonym

Funkcja o wahaniu nieograniczonym

Funkcja o wahaniu ograniczonym – w analizie matematycznej jest to funkcja, której zmienność 
jest, nieformalnie mówiąc, skończona, czyli funkcja nie oscyluje bez ograniczenia.

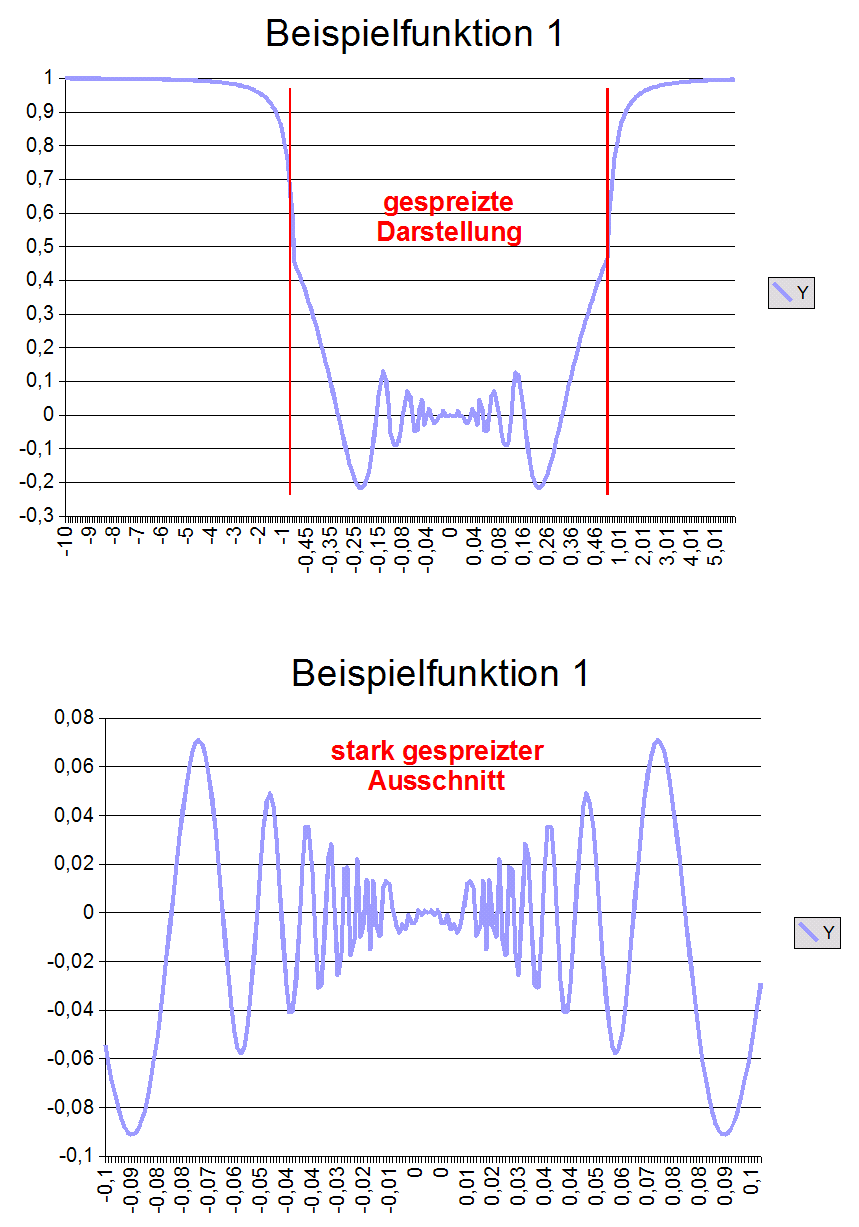
Funkcjao wahaniu nieograniczonym

Przestrzeń wszystkich funkcji określonych na obszarze {\displaystyle \Omega } o wahaniu ograniczonym jest oznaczana przez {\displaystyle BV(\Omega ).} 

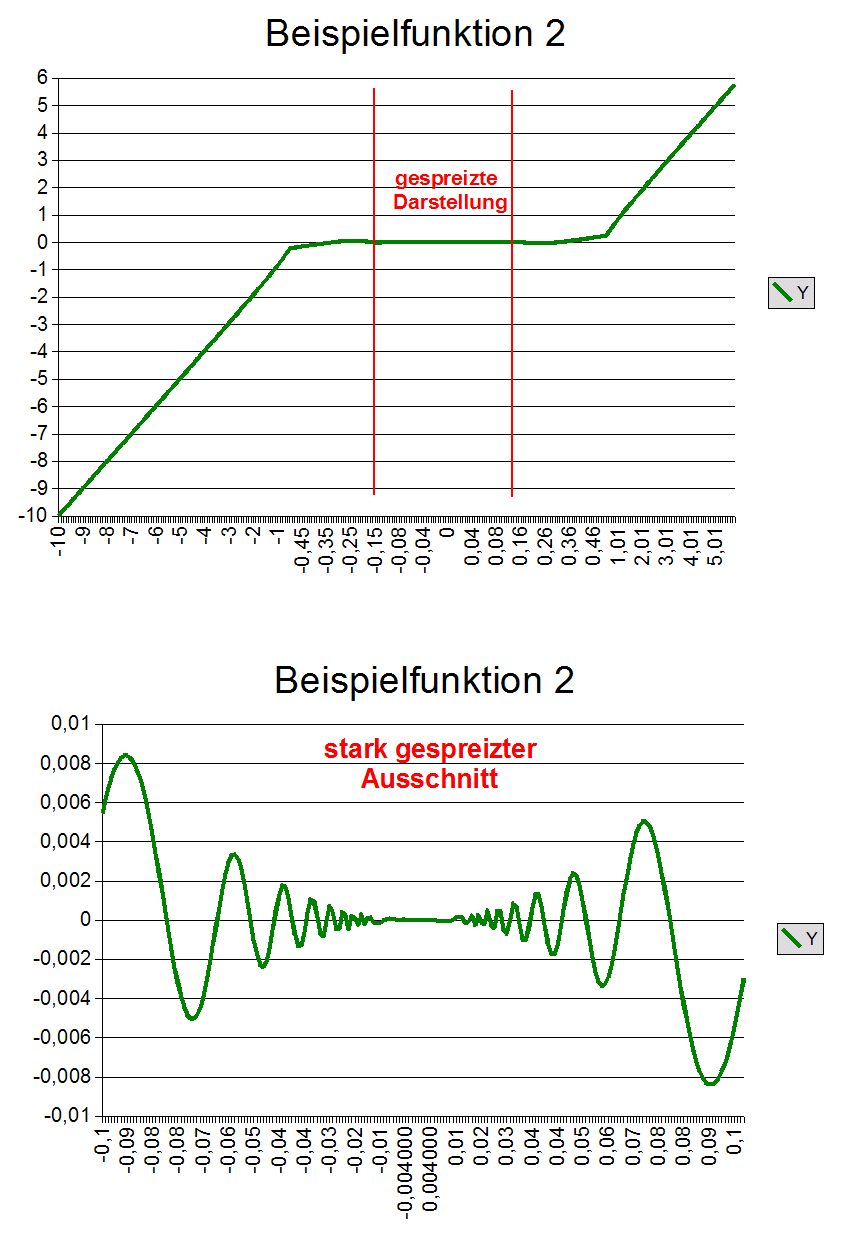
Funkcja o wahaniu ograniczonym

Pojęcie pochodzi od Camille’a Jordana.

## Funkcje zmiennej rzeczywistej

### Definicja
Całkowite wahanie dla funkcji rzeczywistej {\displaystyle f\colon [a,b]\to \mathbb {R} }
definiujemy jako odpowiednie supremum:
{\displaystyle \sup _{P}\sum _{i}|f(x_{i+1})-f(x_{i})|,}
które jest brane po wszystkich możliwych rozbiciach {\displaystyle P=\{x_{1},\dotsc ,x_{n}\mid x_{1}<\dotsb <x_{n}\}} przedziału {\displaystyle [a,b].} Jeśli wahanie funkcji {\displaystyle f} jest skończone, to powiemy, że jest to funkcja o wahaniu ograniczonym. W przeciwnym wypadku {\displaystyle f} nazwiemy funkcją o wahaniu nieograniczonym.
Definicja może być łatwo rozszerzona do opisu wahania funkcji zespolonych o argumentach rzeczywistych. 

### Przykład
Funkcja {\displaystyle f:[0,1]\to \mathbb {R} } dana wzorem {\displaystyle f(x)=\sin \left({\frac {1}{x}}\right)} dla {\displaystyle x\neq 0} oraz {\displaystyle f(0)=0} jest funkcja o wahaniu nieograniczonym. Jej wykresem jest sinusoida zagęszczona: przy {\displaystyle x} malejącym do zera iloraz {\displaystyle {\tfrac {1}{x}}} rośnie coraz szybciej w kierunku nieskończoności, więc sinus dla tego argumentu przejdzie przez nieskończoną liczbę oscylacji, co oznacza nieskończoną liczbę przejść od {\displaystyle -1} do {\displaystyle 1} i z powrotem do {\displaystyle -1.} Pokazuje to obrazek u góry.
To, że funkcja ta ma wahanie nieograniczone uzasadnia się wprost z definicji: wystarczy wziąć ciąg rozbić {\displaystyle P_{n}=\left\{{\frac {2}{(2n+1)\pi }},\dots ,{\frac {2}{3\pi }},{\frac {2}{\pi }}\right\}} i wtedy kolejne sumy
{\displaystyle \sum _{i=2}^{n}\left|f\left({\frac {2}{(2i+1)\pi }}\right)-f\left({\frac {2}{(2i-1)\pi }}\right)\right|}
są równe {\displaystyle 2n,} co też, z racji możliwości wzięcia dowolnie dużego {\displaystyle n,} daje nieograniczoność wahania funkcji {\displaystyle f.}

## Funkcje wielu zmiennych
W przypadku funkcji wielu zmiennych, funkcjami o wahaniu ograniczonym nazywamy te funkcje, których pochodnymi w sensie dystrybucyjnymi są skończone miary Radona o wartościach wektorowych.

### Definicja
Niech {\displaystyle \Omega } będzie otwartym podzbiorem {\displaystyle \mathbb {R} ^{n}.} Funkcję {\displaystyle u\in L^{1}(\Omega )} nazwiemy funkcją o wahaniu ograniczonym, jeśli jej pochodna w sensie dystrybucji jest skończoną wektorową miarą Radona, czyli istnieje {\displaystyle Du\in {\mathcal {M}}(\Omega ,\mathbb {R} ^{n})} takie, że
{\displaystyle \int _{\Omega }u(x)\,\operatorname {div} {\varphi }(x)\mathrm {d} x=-\int _{\Omega }\langle \varphi ,Du(x)\rangle \qquad {\text{dla wszystkich }}{\varphi }\in C_{c}^{1}(\Omega ,\mathbb {R} ^{n}).}

## Związek z krzywymi prostowalnymi
Funkcja ciągła {\displaystyle f\colon [a,b]\to \mathbb {R} } może być rozumiana jako droga w przestrzeni metrycznej {\displaystyle \mathbb {R} .} Wówczas {\displaystyle f} jest funkcją o wahaniu ograniczonym wtedy i tylko wtedy, gdy {\displaystyle f} jest krzywą prostowalną, czyli ma skończoną długość.

## Związek z teorią miary
W teorii miary, funkcje o wartościach rzeczywistych lub zespolonych o wahaniu ograniczonym są w istocie dystrybuantami miar borelowskich odpowiednio ze znakiem lub zespolonych, to jest funkcjami danymi wzorem:
{\displaystyle F_{\mu }(x)=\mu \left((-\infty ,x]\right)}
dla ustalonej miary {\displaystyle \mu }.